# Дивља гуска
Дивља гуска (лат. Anser anser) је птица из породице Anatidae. Перје јој је сиве и беле боје, кљун и ноге наранџасте боје. У питању је велика гуска, дужина јој се креће од 74-91 cm, просечно тежи 3,3 kg. Широко је распрострањена (од Исланда па све до Владивостока) а презимљује у јужној Азији. Предак је домаће гуске.
Дивље гуске се гнезде око мочвара, језера и обалских острва. У гнезда полажу 3-5 јаја, женка лежи на јајима с тим што се оба родитеља брину о младунчади. Младунчад се одвајају од родитеља након годину дана. Зиму проводе близу водених станишта као што су ушћа, мочваре и поплављена поља, хране се травом и често и пољопривредним усевима.

## Таксономија
Дивља гуска је члан породице Anatidae. Карл фон Лине је први забележио и описао ову гуску 1758, две године касније француски зоолог Матурја Жак Барисон (фр. Mathurin Jacques Brisson) премешта је у нови род Anser. Постоје две признате подврсте: западна подврста A. a. anser (пари се на Исланду северној и централној Европи) и источна подврста A. a. rubrirostris (пари се у Румунији, Турској, Русији и северној Кини). Дивља гуска се понекад укршта са другим врстама гуски као нпр. белоликом гуском и канадском гуском и ретко са црвенокљуним лабудом. Дивља гуска је једна од првих животиња које је човек припитомио, то се десило бар пре 3000 година у старом Египту, латински назив припитомљене врсте A. a. domesticus. Пошто је домаћа гуска подврста дивље могу се без проблема укрштати а њихово потомство има особине и једне и друге врсте.

## Опис
Дивља гуска је највећа гуска у роду Anser али је лакше грађена и више агилна од свог припитомљеног рођака A. a. domesticus-а. Има кружно, масивно тело са дугим и танким вратом и велику главу и кљун. Ноге су јој ружичасте, кљун наранџаст са белим или браон врхом. Дужина јој се креће од 74 до 91 cm, крило од 41.2 до 48 cm, реп од 6.2 до 6,9 cm, кљун од 6.4 до 6,9 cm, тежина од 2.16 до 4,56 kg (просек 3,3 kg) а распон крила од 147 до 180 cm. Мужјаци су већи од женки, полни диморфизам је изражени у источној подврсти. Перје гуске је сиво браон боје, глава је тамна, груди и стомак су бледи са црним тачкама.

## Распрострањеност и станиште
Ова врста има палеоартичку распрострањеност. Паре се у Исланду, Норвешкој, Шведској, Финској, балтичким државама, северној Русији, Пољској, источној Мађарској и Румунији. Такође се паре локално у Великој Британији, Данској, Немачкој, Аустрији, Чешкој, Словачкој и Македонији. Источна врста се простире целом дужином азијског континента. Европске гуске мигрирају ка Mедитерану и северној Африци док азијске ка Белуџистану, Азербејџану, Ирану, Пакистану, северној Индији, Бангладешу.

## Понашање
Дивље гуске су биљоједи и хране се травама. Једу махом младу траву и често се могу наћи на пашњацима заједно са овцама и кравама. Због ниске хранљивости трава, већи део свога времена троше на исхрану. Хране се такође воденим биљкама као што су Lemna и Glyceria fluitans. Зими се хране травама, лишћем, житарицама односно пољопривредним усевима (нарочито ноћу). Познато је да се хране овасом, пшеницом, јечмом, хељдом, сочивом, грашком и уопште коренским усевима. Понекад се такође хране жировима а на обалама морском травом.